# Satz von Clairaut (Differentialgeometrie)
Der Satz von Clairaut (benannt nach Alexis-Claude Clairaut) ist eine Aussage der klassischen Differentialgeometrie.

## Aussage
Sei {\displaystyle S} eine Rotationsfläche und {\displaystyle c:{]a,b[}\to S} mit {\displaystyle s\mapsto c(s)} eine reguläre Kurve auf {\displaystyle S}. Es bezeichne {\displaystyle r(s)} den Radius des Breitenkreises durch {\displaystyle c(s)} sowie {\displaystyle \alpha (s)} den Schnittwinkel der Kurve mit diesem Breitenkreis. Dann gelten:
- Ist {\displaystyle c} eine geodätische Linie, so ist die Funktion {\displaystyle r\cos \alpha \,} längs {\displaystyle c} konstant.
- Ist {\displaystyle r\cos \alpha \,} längs {\displaystyle c} konstant und {\displaystyle c} kein Breitenkreis, so ist {\displaystyle c} eine geodätische Linie.

## Beweis
Sei {\displaystyle (u,v)\rightarrow (r(v)\cos u,r(v)\sin u,h(v))} eine Parametrisierung der Fläche {\displaystyle S}, wobei wir o. B. d. A. {\displaystyle v} als Bogenlänge der erzeugenden Kurve {\displaystyle (r(v),h(v))} annehmen können. Damit berechnen wir die Koeffizienten der 1. Fundamentalform zu
{\displaystyle E(u,v)=(r(v))^{2}}, {\displaystyle F(u,v)=0}, {\displaystyle G(u,v)=1}.
Sei {\displaystyle s\rightarrow {\vec {c}}(s)} o. B. d. A. nach der Bogenlänge {\displaystyle s} parametrisiert. Um den Satz von Liouville anwenden zu können, berechnen wir explizit die geodätischen Krümmungen der {\displaystyle u}-Linien (Breitenkreise) und {\displaystyle v}-Linien (Meridiane):
{\displaystyle \kappa _{g,u}=-{\frac {1}{r}}{\frac {dr}{dv}},\qquad \kappa _{g,v}=0.}
Daraus ergibt sich die geodätische Krümmung der Kurve {\displaystyle {\vec {c}}} zu
{\displaystyle \kappa _{g}=-{\frac {1}{r}}{\frac {dr}{dv}}\cos \alpha +{\frac {d\alpha }{ds}}.} (1)
Differenzieren der Funktion {\displaystyle C(s)=r({\vec {c}}(s))\cos \alpha (s)} liefert:
{\displaystyle {\frac {dC}{ds}}={\frac {dr}{dv}}{\frac {dv}{ds}}\cos \alpha -r\sin \alpha \cdot {\frac {d\alpha }{ds}}.}
Mit {\displaystyle {\frac {dv}{ds}}={\frac {\sin \alpha }{\sqrt {G}}}} folgt aus (1)
{\displaystyle {\frac {dC}{ds}}=-r\sin \alpha \cdot \kappa _{g}}
und damit die Behauptung.

## Anwendung in der Landesvermessung
In der Landesvermessung stellt sich das Problem, zu gegebenem Anfangspunkt und -richtung eine geodätische Linie zu berechnen, die sogenannte erste geodätische Hauptaufgabe.
Seien {\displaystyle a} und {\displaystyle b} die Halbachsen des Referenzellipsoids und {\displaystyle e^{2}=(a^{2}-b^{2})/a^{2}} das Quadrat der (ersten) numerischen Exzentrizität. Der Radius des Breitenkreises  mit der ellipsoidischen Breite {\displaystyle \phi } beträgt
{\displaystyle P(\phi )=N(\phi )\cos \phi ={\frac {a}{\sqrt {1-e^{2}\sin ^{2}\phi }}}\cos \phi .}
Als Azimut bezeichnet man den Schnittwinkel der Linie mit der Nordrichtung. Damit folgt aus dem Satz von Clairaut die Konstanz von
{\displaystyle {\frac {a}{\sqrt {1-e^{2}\sin ^{2}\phi }}}\cos \phi \sin A}
entlang der Geodätischen.
Führt man die reduzierte Breite {\displaystyle \beta } gemäß der Formel {\displaystyle \tan \beta ={\sqrt {1-e^{2}}}\tan \phi } ein, so folgt die Konstanz von
{\displaystyle \cos \beta \sin A.}
Dieser Wert heißt die clairautsche Konstante der geodätischen Linie. 